# Trierscheid
Trierscheid là một đô thị thuộc huyện Ahrweiler, bang Rheinland-Pfalz, phía tây nước Đức. Đô thị Trierscheid có diện tích 4,11 km², dân số thời điểm ngày 31 tháng 12 năm 2006 là 61 người.